# Interferencja międzysymbolowa
Interferencja międzysymbolowa (w skrócie ISI od ang. intersymbol interference) – forma zakłóceń, występująca przy transmisji sygnałów cyfrowych, w której jeden symbol (nadany wcześniej) nakłada się na kolejny lub na siebie. Powstaje przy przesyłaniu sygnału na relatywnie duże odległości, spowodowana jest m.in. propagacją wielodrogową. Interferencja międzysymbolowa powoduje rozmycie symbolu (znaku w "języku" cyfrowej modulacji sygnałów), co prowadzi do błędów decyzji odbiornika. Relatywnie duże odległości powinny być odnoszone do szybkości transmisji, kiedy opóźnienie odbitych sygnałów jest znaczące w stosunku do czasu trwania poszczególnych symboli.